# PRIDE The Best Vol. 2
PRIDE The Best Vol. 2 fue un evento de artes marciales mixtas producido por PRIDE Fighting Championships, celebrado el 20 de julio de 2002 en el Differ Ariake Arena de Tokio.